# Servigny-lès-Sainte-Barbe
Servigny-lès-Sainte-Barbe là một xã trong vùng Grand Est, thuộc tỉnh Moselle, quận Metz-Campagne, tổng Vigy. Tọa độ địa lý của xã là 49° 09' vĩ độ bắc, 06° 16' kinh độ đông. Servigny-lès-Sainte-Barbe nằm trên độ cao trung bình là 265 mét trên mực nước biển, có điểm thấp nhất là 205 mét và điểm cao nhất là 281 mét. Xã có diện tích 3,09 km², dân số vào thời điểm 1999 là 453 người; mật độ dân số là 146 người/km².

## Thông tin nhân khẩu
| 1962 | 1968 | 1975 | 1982 | 1990 | 1999 |
| ---- | ---- | ---- | ---- | ---- | ---- |
| 246  | 247  | 273  | 382  | 423  | 453  |